# SM i kanotpolo
Svenska mästerskapen i kanotpolo för herrar har hållits sedan 2003. En damklass infördes år 2005. År 2007 och 2016-17 fanns även en U21-klass, som varit ett fast inslag i mästerskapet varje år sedan 2020. Mästerskapet avgörs genom en en- eller tvådagars turnering. 2009-2011 och 2014-2019 samt 2022-2023 avgjordes SM i kanotpolo i samband med SM-veckan. Finalerna i dam- och herrklass 2009, 2010, 2014-2019 och 2022-2024 direktsändes i SVT.

## Segrare
| År   | Plats      | Herrsegrare                        | Damsegrare                         | U21-segrare (mix)                  |
| ---- | ---------- | ---------------------------------- | ---------------------------------- | ---------------------------------- |
| 2024 | Norrköping | Linköpings kanotklubb              | Skellefteå Kanotklubb              | Luleå kanotpoloförening Isbrytarna |
| 2024 | Västerås   | Linköpings kanotklubb              | Skellefteå Kanotklubb              | Linköpings Kanotklubb              |
| 2023 | Umeå       | Linköpings kanotklubb              | Skellefteå Kanotklubb              | Linköpings Kanotklubb              |
| 2022 | Linköping  | Linköpings kanotklubb              | Luleå kanotpoloförening Isbrytarna | Skellefteå Kanotklubb              |
| 2021 | Luleå      | Luleå kanotpoloförening Isbrytarna | Luleå kanotpoloförening Isbrytarna | Linköpings Kanotklubb              |
| 2020 | Skellefteå | Linköpings kanotklubb              | Luleå kanotpoloförening Isbrytarna | Linköpings kanotklubb              |
| 2019 | Malmö      | Linköpings kanotklubb              | Luleå kanotpoloförening Isbrytarna | -                                  |
| 2018 | Landskrona | Linköpings kanotklubb              | Linköpings kanotklubb              | -                                  |
| 2017 | Borås      | Linköpings kanotklubb              | Luleå kanotpoloförening Isbrytarna | Linköpings kanotklubb              |
| 2016 | Norrköping | Luleå kanotpoloförening Isbrytarna | Luleå kanotpoloförening Isbrytarna | Linköpings kanotklubb              |
| 2015 | Sundsvall  | Luleå kanotpoloförening Isbrytarna | Köpings kanotklubb                 | -                                  |
| 2014 | Borås      | Luleå kanotpoloförening Isbrytarna | Köpings kanotklubb                 | -                                  |
| 2013 | Luleå      | Luleå kanotpoloförening Isbrytarna | Luleå kanotpoloförening Isbrytarna | -                                  |
| 2012 | Kungälv    | Luleå kanotpoloförening Isbrytarna | Luleå kanotpoloförening Isbrytarna | -                                  |
| 2011 | Halmstad   | Luleå kanotpoloförening Isbrytarna | Köpings kanotklubb                 | -                                  |
| 2010 | Malmö      | Luleå kanotpoloförening Isbrytarna | Luleå kanotpoloförening Isbrytarna | -                                  |
| 2009 | Malmö      | Studentidrotten i Luleå            | Studentidrotten i Luleå            | -                                  |
| 2008 | Köping     | Studentidrotten i Luleå            | Köpings kanotklubb                 | -                                  |
| 2007 | Luleå      | Studentidrotten i Luleå            | Studentidrotten i Luleå            | Linköpings kanotklubb              |
| 2006 | Järfälla   | Studentidrotten i Luleå            | Studentidrotten i Luleå            | -                                  |
| 2005 | Luleå      | Studentidrotten i Luleå            | Studentidrotten i Luleå            | -                                  |
| 2004 | Köping     | Studentidrotten i Luleå            | -                                  | -                                  |
| 2003 | Köping     | Studentidrotten i Luleå            | -                                  | -                                  |

### Antal mästerskapsvinster
| Herrar                                                      | Antal | Damer                                                       | Antal | U21 (mix)             | Antal |
| ----------------------------------------------------------- | ----- | ----------------------------------------------------------- | ----- | --------------------- | ----- |
| Luleå kanotpoloförening Isbrytarna/ Studentidrotten i Luleå | 15    | Luleå kanotpoloförening Isbrytarna/ Studentidrotten i Luleå | 12    | Linköpings kanotklubb | 7     |
| Linköpings kanotklubb                                       | 7     | Köpings kanotklubb                                          | 4     | Skellefteå kanotklubb | 1     |
|                                                             |       | Skellefteå kanotklubb                                       | 2     |                       |       |
|                                                             |       | Linköpings kanotklubb                                       | 1     |                       |       |

## Riksmästerskap
Innan kanotpolo fick SM-status hölls ett antal riksmästerskap. Dessa var blandklassade, d.v.s både damer och herrar spelade i samma klass.
| År   | Plats      | Segrare                 |
| ---- | ---------- | ----------------------- |
| 2002 | Borlänge   | Studentidrotten i Luleå |
| 2001 | Luleå      | Kuiva gränspaddlare     |
| 1999 | Stockholm* | Studentidrotten i Luleå |

* Under Vattenfestivalen i Stockholm.
Sedan 2022 har man i samband med SM i kanotpolo även hållit riksmästerskap för yngre juniorer (U16) som även dessa varit blandklassade.
| År   | Plats     | Segrare                            |
| ---- | --------- | ---------------------------------- |
| 2024 | Västerås  | Linköpings Kanotklubb              |
| 2023 | Umeå      | Luleå Kanotpoloförening Isbrytarna |
| 2022 | Linköping | Luleå Kanotpoloförening Isbrytarna |